# La saga di Windwagon Smith
La saga di Windwagon Smith (The Saga of Windwagon Smith) è un film del 1961 diretto da Charles August Nichols. È un cortometraggio animato, prodotto dalla Walt Disney Productions e uscito negli Stati Uniti il 16 marzo 1961, distribuito dalla Buena Vista Distribution.

## Distribuzione

### Edizione italiana
Il corto arrivò direttamente in Italia nel maggio 1988 e venne incluso nella VHS Paperino, Pippo, Pluto e...; il doppiaggio fu eseguito dal Gruppo Trenta.

### Edizioni home video

#### VHS
- Paperino, Pippo, Pluto e... (maggio 1988)[1]